# Nebotičnik, Ljubljana
Nebotičnik je ena izmed najbolj prepoznanih stavb v Ljubljani. Stoji v strogem centru Ljubljane na vogalu Slovenske in Štefanove ceste. 

## Etimologija
Beseda nebotičnik pomeni zelo visoko večnadstropno, stolpasto stavbo s sorazmerno majhno tlorisno površino. Sama beseda je zložena iz 'nebo' + 'tikati se', ker naj bi bil nebotičnik tako visok, da se dotika neba. 

## Zgodovina
Ljubljanski nebotičnik je bil odprt 21. februarja 1933. Po naročilu Pokojninskega sklada ga je projektiral arhitekt Vladimir Šubic, zgradil pa ljubljanski stavbenik Ivan Bricelj. Objekt je postavljen blizu lokacije srednjeveškega samostana. Gradbeniki so med začetnimi deli pri kopanju nekaj metrov pod površjem naleteli na vodnjak iz 13. stoletja. V temeljni kamen ljubljanskega Nebotičnika je vrezan verz Otona Župančiča: »Da naše zrno bo imelo leho in nam bo letina pod varno streho«.

## Značilnosti
Ob odprtju je bila to najvišja stavba v srednji Evropi in do druge svetovne vojne najvišja stavba na Balkanu. Projekt je izdelal Vladimir Šubic s pomočjo statika Stanka Dimnika ter arhitektov Ladislava Khama, Iva Medveda (paviljon na terasi), Marjana Mušiča (tempieto na vrhu), Marjana Severja in Bojana Stupica (oprema v kavarni). Stavba je okrašena s kipom Lojzeta Dolinarja (v višini 6. nadstropja je štirimetrski kip v prihodnost zazrte Genije). Monumentalno preddverje v pritličju je obloženo s poliranim podpeškim kamnom, krasijo pa ga štiri glave penatov Franceta Goršeta, po grško-rimski mitologiji hišnih varuhov, zavetnikov doma in družine. Okrasje nad glavnim vhodom in relief na prizidanem bloku sta delo Borisa Kalina. V višja nadstropja je že ob dozidavi vozilo več dvigal, kar je bila velika novost, sicer pa je za dostop zgrajeno tudi monumentalno spiralno stopnišče. 
Kavarna je bila ob odprtju urejena z izbrano opremo in dekoracijo po vzoru ameriških in dunajskih kavarn. Stene so bile obložene s kraškim marmorjem, strop okrašen z zlatim meandrom na modri podlagi, na oknih so bile žametne zavese. Razgled na mesto pa je ostal veličasten.
Zasnova modernistične stavbe temelji na neoklasičnih in art déco vzorih z dekorativnimi  pilastri in loki v zgornjih nadstropjih ter steklenim paviljonom nad teraso. Oblika sledi klasični tripartitni delitvi stolpnice, katerega začetnik je bil ameriški arhitekt Louis Sullivan. Sestavljen je tako, da na ulico in pešce učinkuje homogeno. Nadgradnja steklenega paviljona je krožni tempelj in drogom za zastavo Okras na vrhu je bil dodan po zaključku gradnje stolpa. Na fasadi so enakomerno razporejena pravokotna okna z okvirji iz kamna, poudarjenimi v pritličju in prvem nadstropju in s polkrožnimi okni v kavarni v 11. nadstropju.
Konstrukcija je armiranobetonska skeletna konstrukcija z vmesnimi betonskimi in opečnatimi stenami, ki temelji na 16 betonskih vodnjakih, segajočih 12,35 metra globoko vse do trdne skale. Nebotičnik je visok nekaj čez 70 m. Zgrajen je potresno varno. Inženir Dimnik je statiko računal po zahtevnem in zanesljivem japonskem modelu in je pri izračunu upošteval kar 35-kratni potresni faktor. Geološko poročilo za gradnjo stavbe je pripravil Karel Hinterlechner.
Prvih šest nadstropij (pritličje in 5 nadstropij) je zapolnjenih s poslovnimi prostori, medtem ko so od 6. do 9. nadstropja ohranjeni stanovanjski prostori. Za tedanji čas so bile zanimive stropne luči z jedkanimi stekli, ki jih je izdelal ljubljanski oblikovalec stekla Ivan Klein, in posebno ogledalo pred vstopom v kavarni, ki je ob pogledu vanj oblikovalo vitko linijo telesa. V današnjem stropu so še tri originalne matirane luči ter svetilke pasarstva Kregar in originalna drsna vrata, tedaj narejena po ameriških zgledih. V kavarni so na začetku stregli samo v kristalu in srebru.
Na vrhu nebotičnika je bila po privatizaciji (2007) prenovljena in v restavracijo spremenjena občasno odprta kavarna. Nad njo je terasa s poletno slaščičarno.
Pokojninski zavod je s pomočjo arhitekta Šubica zgradil tudi stanovanjski blok ob nekdanji Gajevi in del pasaže v smeri Cankarjeve ceste..